# Rectoformata
Rectoformata es un género de foraminífero bentónico de la familia Chitralinidae, de la superfamilia Earlandioidea, del suborden Fusulinina y del orden Fusulinida. Su especie tipo es Rectoformata tekini. Su rango cronoestratigráfico abarcaba el Capitaniense (Pérmico medio).

## Discusión
Algunas clasificaciones más recientes incluyen Rectoformata en el suborden Earlandiina, del orden Earlandiida, de la subclase Afusulinana y de la clase Fusulinata.

## Clasificación
Rectoformata incluye a las siguientes especies:
- Rectoformata acari †
- Rectoformata tekini †